# Junior (1994)
Junior is een Amerikaanse komische film uit 1994 van Ivan Reitman met in de hoofdrollen onder meer Arnold Schwarzenegger, Danny DeVito en Emma Thompson.

## Verhaal
Gynaecologen dr. Alex Hesse (Arnold Schwarzenegger) en dr. Larry Arbogast (Danny DeVito) hebben een nieuw geneesmiddel uitgevonden dat miskramen kan voorkomen. Van de autoriteiten hebben ze nog geen toestemming om het op mensen te testen, maar daar leggen ze zich niet bij neer. Hun collega dr. Diana Reddin (Emma Thompson) stelt een ingevroren eicel ter beschikking, die na bevruchting bij Alex wordt geïmplanteerd en de codenaam "Junior" krijgt. Gaandeweg de "zwangerschap" begint de voorheen nogal stijve en afstandelijke Alex steeds sentimenteler te worden en andere met zwangere vrouwen geassocieerde trekjes te vertonen.

## Rolverdeling
| Acteur                | Personage          | Opmerkingen                               |
| --------------------- | ------------------ | ----------------------------------------- |
| Arnold Schwarzenegger | dr. Alex Hesse     | gynaecoloog/onderzoeker                   |
| Danny DeVito          | dr. Larry Arbogast | gynaecoloog/onderzoeker, collega van Alex |
| Emma Thompson         | dr. Diana Reddin   | collega van Alex en Larry                 |
| Frank Langella        | dr. Noah Banes     | superieur van Alex en Larry               |
| Pamela Reed           | Angela             |                                           |
| Aida Turturro         | Louise             |                                           |
| James Eckhouse        | Ned Sneller        |                                           |
| Megan Cavanaugh       | Willow             |                                           |